# Manthai West Division
Manthai West Division är en division i Sri Lanka.   Den ligger i distriktet Mannar District och provinsen Nordprovinsen, i den nordvästra delen av landet, 220 km norr om huvudstaden Colombo. Antalet invånare är 14 630.